# Plautilla Nelli

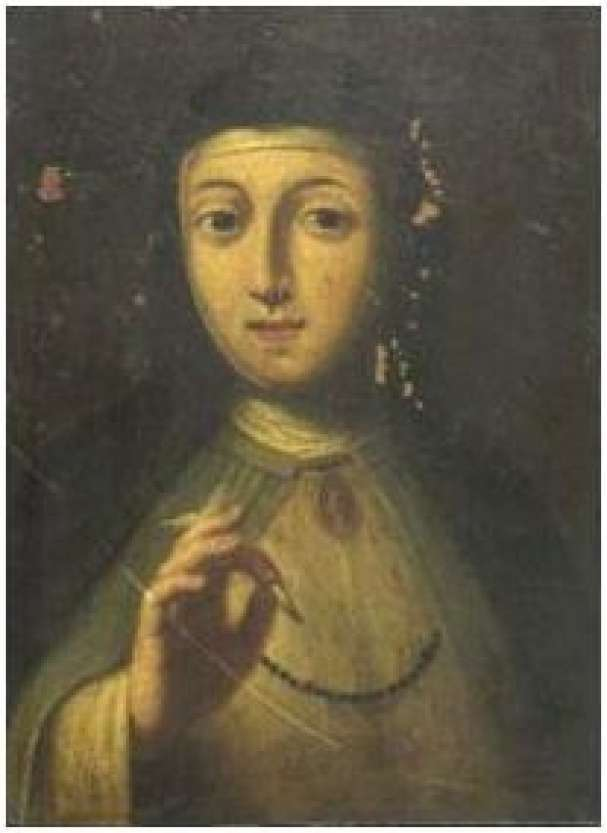
Porträt Plautilla Nelli

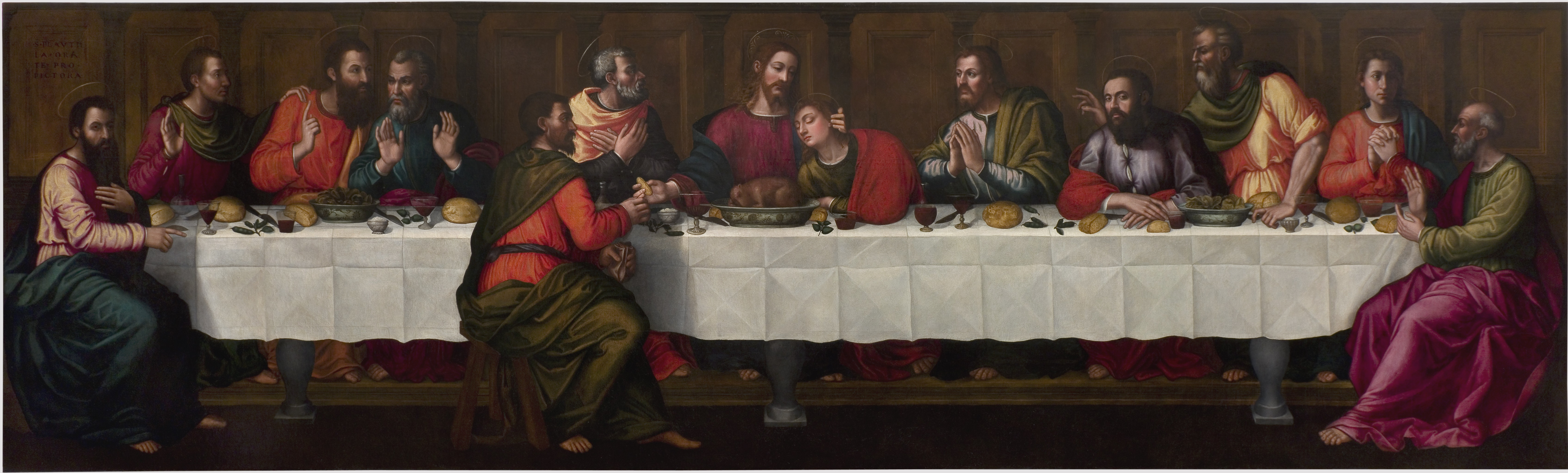
Plautilla Nelli – Das Letzte Abendmahl

Plautilla Margherita Nelli (* 1523 in Florenz; † 7. Mai 1588 ebenda) war eine italienische Künstlerin der Renaissance.

## Leben
Plautilla Nelli wurde als Pulisena Margherita Nelli in eine alte und wohlhabende Florentiner Handelsfamilie als Tochter eines Tuchmachers in Florenz geboren. Ihr Geburtsdatum ist unbekannt. Überliefert ist das Datum ihrer Taufe in der Pfarrkirche San Felice in Piazza am 29. Januar 1524. Nach dem frühen Tod der Mutter und der zweiten Heirat des Vaters trat sie 1538 mit 14 Jahren in das Dominikanerkloster Santa Caterina di Cafaggio in Florenz ein, in dem schon die ältere Schwester Costanza lebte. Zu dieser Zeit war es üblich, dass Familien ihre Töchter in Klöster schickten, um sich die Mitgift und Kosten einer späteren Hochzeit zu sparen und ermöglichten ihnen gleichzeitig eine höhere Bildung.
Zugleich bot das Kloster im Mittelalter für Frauen oft die einzige Möglichkeit einer künstlerischen Betätigung. Im Kloster nahm Nelli den Nonnennamen „Suor Plautilla“ an. Sie sympathisierte mit den Ideen Savonarolas und bewahrte bis zu ihrem Tod eine Biographie über ihn auf. Ob sie, wie oft angenommen, eine Schülerin des Malers und Dominikaners Fra Paolino da Pistoia war, darf bezweifelt werden, da Paolino da Pistoia bereits um 1526 seine Werkstatt von Florenz nach Pistoia verlegt hatte. Sie durfte Buchmalereien für die Klosterbibliothek ausführen, betrieb eine ausschließlich von Frauen betriebene Malwerkstatt und lernte das Malen autodidaktisch, indem sie zunächst Werke anderer Künstler kopierte. Die Nonnen nahmen Auftragsarbeiten vom wohlhabenden Florentiner Adel oder anderer Kirchen und Klöster entgegen und konnten durch den Verkauf ihrer Werke eine ökonomische Unabhängigkeit sicherstellen. Der Maler und Kunsthistoriker Giorgio Vasari erwähnte Nelli bereits in seinen Künstlerbiografien.
Aus Vasaris Schriften wird ersichtlich, dass sich zu Nellis Lebzeiten in fast jedem florentinischen Adelshaus ein Werk von ihr befunden haben muss. Durch diesen Erfolg konnte Plautilla Nelli sich nicht nur selbstständig finanzieren, sondern auch andere Nonnen des Klosters als Schülerinnen unterrichten und zusammen mit ihnen arbeiten. Bedeutend ist auch, dass Nelli zwischen 1563 und 1585 wiederholt zur Priorin ernannt wurde und dadurch hohes Ansehen und Einfluss genoss.
Plautilla Nelli lebte zu einer Zeit, in der Frauen sich auf das Malen von kleinen dekorativen Blumenbildern, Stillleben und Porträts beschränken mussten, da man hierzu das Haus nicht verlassen musste und keine anatomischen Kenntnisse benötigte und in der es für Frauen als unsittlich galt, historische Szenen und lebensgroße Figuren darzustellen. Plautilla Nelli fügte ihrer Signatur die Worte „Bete für die Malerin“ hinzu, mit dem sie ihren Status als Künstlerin betonte.

## Werk
Plautilla Nelli malte mit kräftigen Pinselstrichen voll dicker Farbe und mit leuchtenden Pigmenten.  Einen großen Einfluss auf Nellis Kunst hatte der italienische Dominikaner-Mönch Girolamo Savonarola.
Da ein größerer Teil des zeichnerischen Nachlasses des Dominikaner-Malers Fra Bartolommeo durch dessen Schüler Fra Paolino als Vermächtnis an Plautilla Nelli ging, findet man auch seinen Einfluss in Nellis Werk. Nelli fertigte Zeichnungen, kleinere Devotionstafeln und große Altarbilder an. Viele ihrer Werke sind nicht mehr erhalten und/oder identifiziert. Seit 2006 wurden über 20 Werke von Plautilla Nelli restauriert.

### Das Letzte Abendmahl
Berühmtestes Kunstwerk ist das auf eine sieben Meter lange und zwei Meter hohe Leinwand gemalte Öl-Gemälde Das Letzte Abendmahl von 1560, das sie zusammen mit acht ihrer Schülerinnen anfertigte. Das Gemälde wurde beauftragt, um es im Speisesaal des Klosters Santa Caterina di Cafaggio aufzuhängen und wurde mit hoher Wahrscheinlichkeit von Leonardo da Vincis Abendmahl beeinflusst. Als das Kloster Anfang des 19. Jahrhunderts aufgelöst und abgerissen wurde, zog das Gemälde 1817 ins Kloster Santa Maria Novella. Dort wurde es zusammengerollt in einem Lager vergessen und erst 1930 wieder hervorgeholt.
Während der Überschwemmung von Florenz im Jahr 1966 wurde es durch die Feuchtigkeit stark beschädigt. Erst Anfang 2000 wurde es wiederentdeckt und 2015 in einem vier Jahre dauernden Prozess von Rosella Lari zusammen mit ihrem rein weiblichen Team restauriert. Seit Oktober 2019 hängt das Kunstwerk dauerhaft im Alten Refektorium des Klosters Santa Maria Novella in Florenz, wo es sich gegenüber dem „Abendmahl“ des männlichen Zeitgenossen Allessandro Allori befindet. Auf dem Bild wird der Moment dargestellt, in dem Jesus der Überlieferung nach zu seinen zwölf Aposteln sagt: „Einer unter Euch wird mich verraten.“ Das Gemälde gilt als die wahrscheinlich erste – und auch einzige – Darstellung dieses heiligen Motivs von einer Frau der Renaissance und gilt als der Höhepunkt von Plautilla Nellis Karriere.
Neben der ausgewogenen Komposition zeigte Plautilla Nelli viel Liebe zum Detail. So sind zum Beispiel die Hände so detailgenau dargestellt, dass sogar die Sehnen, Venen und die Nagelhaut an den Händen der Apostel gut erkennbar sind. Die Figuren sind in Lebensgröße abgebildet und zeigen feminine Züge. Es wird davon ausgegangen, dass Nelli Nonnen des Klosters als Vorlage für die Figuren nutzte.

### Weitere Werke

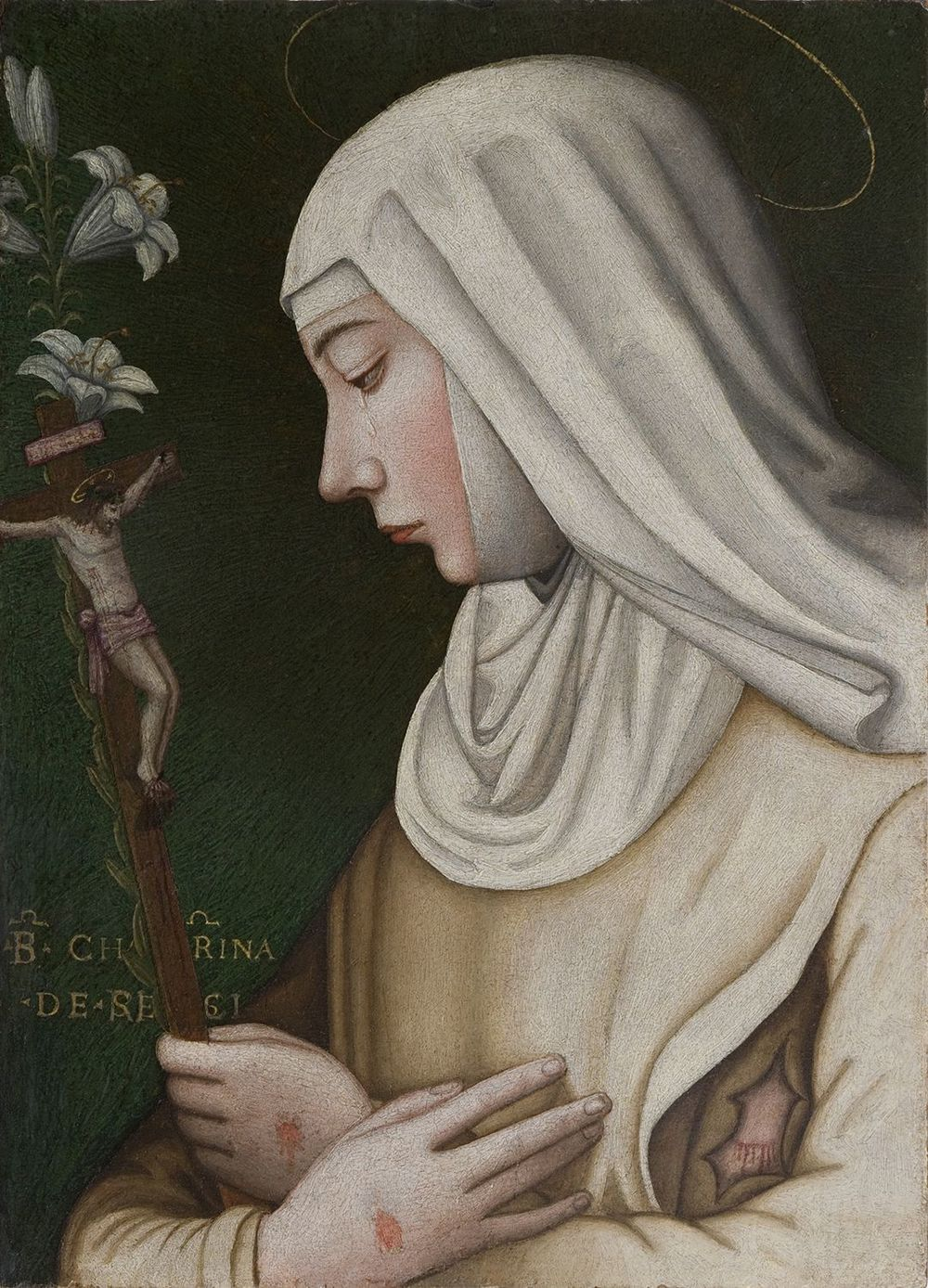
Plautilla Nelli – Santa Caterina mit Lilie

- Um 1550: Adorazione dei Magi, Museum von San Marco, Florenz[A 2][2][6]
- 1550:  Santa Caterina col giglio, Uffizien, Florenz[14]
- 1550:  Lo Sposalizio Mistico di Santa Caterina, Galleria Collegiata, Empoli[15]
- 1554:  Pentecoste, San Domenico in Perugia[10]
- 1560: Compianto con Santi, Museum von San Marco, Florenz[14][16]
- Madonna Addolorata, Museum des Abendmahls von Andrea del Sarto, Florenz[14]
- Santa Caterina riceve le stimmate[14]
- San Domenico riceve il rosario dalla vergine, Museum von San Marco, Florenz[17]
- Madonna con Bambino e quattro angeli[14]
- Crocifisso con i simboli della Passione, Museum von San Marco, Florenz[17]
- Santa Caterina da Siena riceve la visione di Cristo, Museum von San Marco, Florenz[17]
- Compianto sul Cristo morto, Museum von San Marco, Florenz[17]
- A kneeling saint in nun’s robe[14]

## Ausstellungen
- 08.03. – 04.06.2017: Plautilla Nelli. Arte e devozione sulle orme di Savonarola, Uffizien, Florenz[18]
- Seit 10/2019: Das Letzte Abendmahl, Museum Santa Maria Novella Florenz, Öl

## Rezeption
Plautilla Nelli konnte sich zwar als Malerin im Florenz des 16. Jahrhunderts durchsetzen und auf dem Kunstmarkt etablieren, wurde aber dennoch von der Kunstgeschichte vergessen.
Erst im Kontext der feministischen Kunstwissenschaft wurde sie in den 1970er Jahren wiederentdeckt. Eine tiefergehende Recherche erfolgte allerdings erst Anfang 2000. Die amerikanische „Stiftung Advancing Women Artists (AWA)“, die 2006 von der US-Journalistin und Kunstsammlerin Jane Fortune gegründet wurde und die sich dafür einsetzt, auch die Werke von Frauen in der männlich geprägten Kunst der Toskana sichtbar zu machen, fand heraus, dass Museumssammlungen und Klöster zwar Werke von Künstlerinnen besaßen, diese aber restauriert werden mussten. Die Ergebnisse ihrer Recherchen veröffentlichte Jane Fortune in einem Buch, das die Grundlage des Dokumentationsfilms „Invisible Women“ war, der im Jahre 2013 mit einem Emmy Award ausgezeichnet wurde.
In einem vier Jahre dauernden Prozess restaurierte Rosella Lari Nellis berühmtestes Kunstwerk „Das Letzte Abendmahl“. Auch Compianto con Santi wurde von Rosella Lari mit finanzieller Unterstützung des National Museums of Women in the Arts in Washington restauriert.